# Simon Pegg
Simon John Pegg (Brockworth, Inglaterra,14 de febrero de 1970) es un actor, comediante, guionista y productor británico. Es conocido por sus trabajos con el director Edgar Wright y su compañero actor Nick Frost en la sitcom Spaced y las películas Shaun of the Dead, Hot Fuzz y The World's End; y sus colaboraciones con el director y guionista J.J. Abrams en las sagas Misión imposible como Benji Dunn, el reboot de Star Trek como Scotty y Star Wars como Unkar Plutt.

## Primeros años
Pegg nació el 14 de febrero de 1970 en la ciudad de Gloucester (Inglaterra). Es un comediante, actor y guionista de origen inglés de reconocida fama y prestigio en su país de origen, principalmente gracias a sus apariciones en algunos legendarios espectáculos televisivos.

## Carrera
A nivel mundial saltó a la fama con las comedias paródicas Shaun of the Dead y Hot Fuzz, y por la sitcom inglesa Spaced. Simon es padrino de Apple Martin, la hija de Chris Martin. Es el comediante británico favorito del público latinoamericano, según la encuesta realizada por la asociación de la zona 6 (Cineastas independientes de México y el habla hispana).
Su nombre real es Simon Beckingham. El apellido Pegg lo tomó de su padrastro, el segundo marido de su madre Gillian Smith. Simon acudió al Brockworth School de Gloucester y estudió teatro en la Universidad de Bristol, antes de comenzar a actuar en locales de teatro londinenses, especializándose en monólogos de comedia.
En la segunda mitad de los años 1990 consiguió la fama televisiva en su país gracias a emisiones como Six Pairs of Pants, Hippies y Spaced. En 1999 debutó en el cine con la comedia Guest House Paradiso.
Más tarde intervino como secundario en El Misterio de Wells (2003), película de ambiente medieval con el protagonismo de Willem Dafoe y Paul Bettany y protagonizó Zombies Party (2004), comedia de terror dirigida por Edgar Wright que conoció notable resonancia internacional. Con Wright volvió a coincidir en la comedia policial Arma Fatal (2007).
Otros títulos de su filmografía son Land of the Dead (2005), película de zombis dirigida por George A. Romero, o Misión imposible 3 (2006), film de acción protagonizado por Tom Cruise.
En Corredor de fondo (2007), comedia dirigida por su amigo David Schwimmer, Pegg interpretaba a Dennis Doyle, quien intentaba recuperar a su exnovia después de abandonarla el día fijado para su boda estando ella embarazada.
En Nueva York Para Principiantes (2008) era Sidney Young, un periodista ambicioso que trabaja en una prestigiosa revista de Nueva York.
En Star Trek (2009) y Star Trek: en la oscuridad interpretaba a Scotty.
Paul (2011) era una comedia con alienígenas coescrita y coprotagonizada por Nick Frost, su compañero habitual en las películas dirigidas por Edgar Wright. Ambos, en animación con captura de movimiento, fueron Hernández y Fernández en el Tintín (2011) de Steven Spielberg. El mismo año participó junto a Tom Cruise en Misión imposible: Protocolo fantasma (2011).

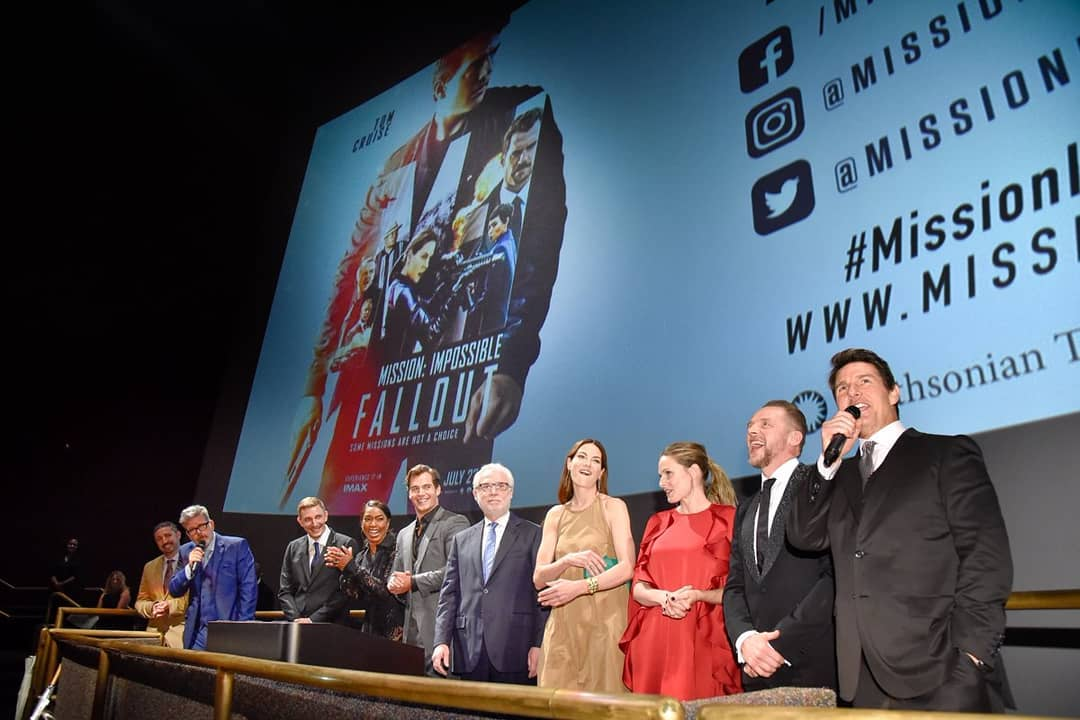
Tom Cruise, Christopher McQuarrie, Rebecca Ferguson, Simon Pegg, Michelle Monaghan, Henry Cavill, Angela Bassett, Frederick Schmidt y Wolf Blitzer en el estreno de Mission: Impossible - Fallout.

En 2015 repite su papel como Benji Dunn junto a Tom Cruise en Misión imposible: Nación secreta.
En 2018 interpreta nuevamente a Benji Dunn en la sexta entrega de la saga Misión imposible: Mission: Impossible - Fallout.

## Vida personal
Pegg es ateo.  Se casó con su novia de muchos años, la publicista de la industria musical Maureen McCann, en Glasgow el 23 de julio de 2005. La pareja reside en Essendon, Hertfordshire y tienen un hijo juntos, nacido en 2009.
Pegg también se considera un hombre feminista, y en 2014 dio su apoyo a la campaña HeForShe.

## Filmografía seleccionada

### Cine

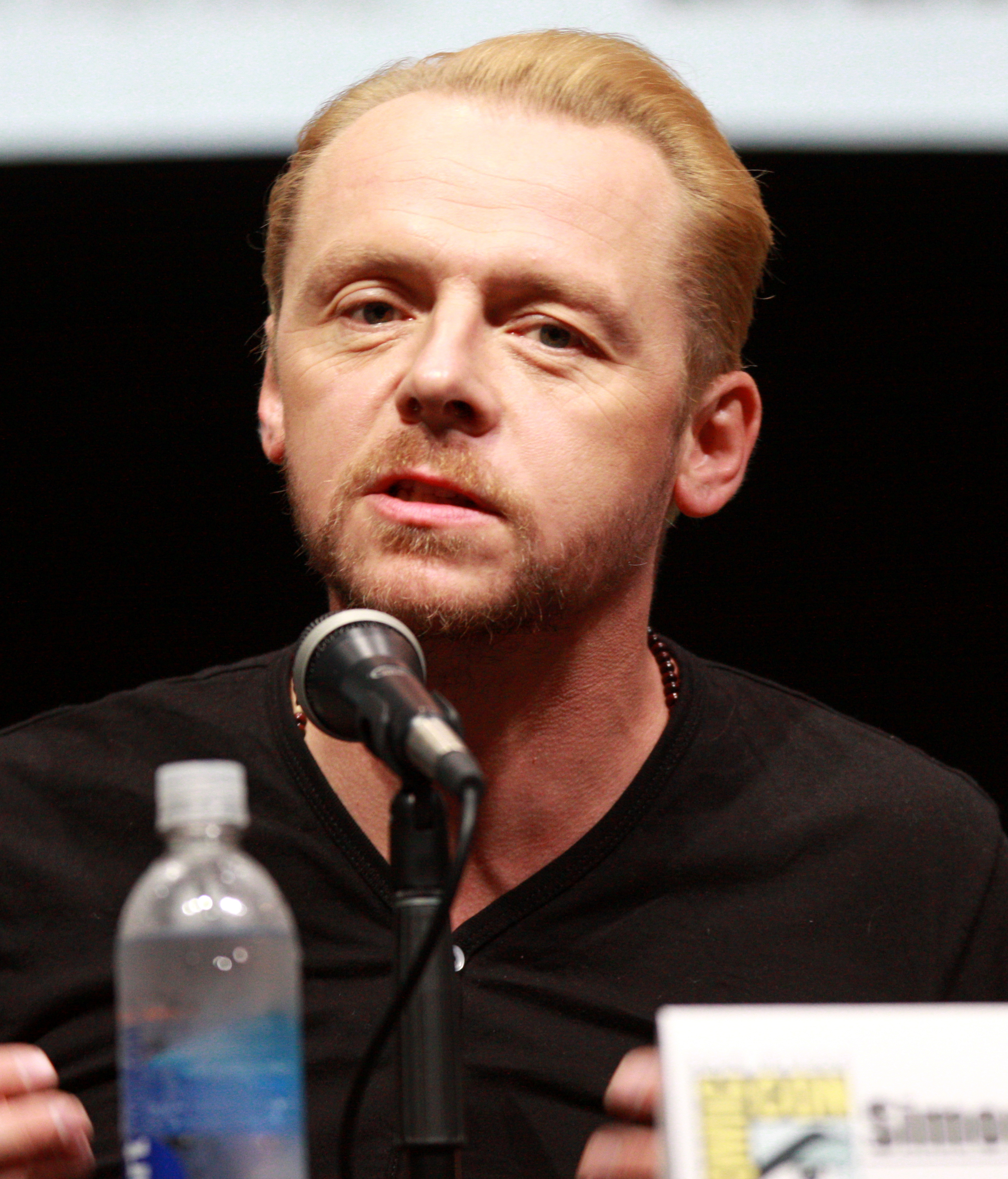
Pegg en la Convención Internacional de Cómics de San Diego de 2013.

#### Guionista
| Año  | Película          | Notas |
| ---- | ----------------- | ----- |
| 2004 | Shaun of the Dead |       |
| 2007 | Hot Fuzz          |       |
| 2011 | Paul              |       |
| 2013 | The World's End   |       |
| 2016 | Star Trek Beyond  |       |

#### Director
| Año  | Película                   | Notas             |
| ---- | -------------------------- | ----------------- |
| 2020 | Au Revoir, Chris Hemsworth | También guionista |

#### Actor
| Año  | Película                                                 | Papel                         | Notas |
| ---- | -------------------------------------------------------- | ----------------------------- | ----- |
| 1999 | Guest House Paradiso                                     | Mr. Nice                      |       |
| 2001 | The Parole Officer                                       | Deflated Husband              |       |
| 2001 | Band of Brothers                                         | William Evans                 |       |
| 2002 | 24 Hour Party People                                     | Periodista                    |       |
| 2004 | Shaun of the Dead                                        | Shaun Riley                   |       |
| 2005 | Doctor Who: Una jugada larga                             | El Editor                     |       |
| 2005 | Land of the dead                                         | Cameo, zombi                  |       |
| 2006 | Misión imposible 3                                       | Benji Dunn                    |       |
| 2006 | Big Nothing                                              | Gus                           |       |
| 2007 | Grindhouse                                               | Caníbal                       |       |
| 2007 | The Good Night                                           | Paul                          |       |
| 2007 | Hot Fuzz                                                 | Nicholas Angel                |       |
| 2007 | Run Fatboy Run                                           | Dennis Doyle                  |       |
| 2009 | Star Trek                                                | Montgomery Scott              |       |
| 2009 | Ice Age: Dawn of the Dinosaurs                           | Buck (Voz)                    |       |
| 2009 | How to Lose Friends & Alienate People                    | Sidney Young                  |       |
| 2010 | Burke and Hare                                           | William Burke                 |       |
| 2010 | Las crónicas de Narnia: la travesía del Viajero del Alba | Reepicheep (Voz)              |       |
| 2011 | Paul                                                     | Graeme Willy                  |       |
| 2011 | Misión imposible: Protocolo fantasma                     | Benji Dunn                    |       |
| 2011 | Las aventuras de Tintín: el secreto del Unicornio        | Hernández                     |       |
| 2012 | A Fantastic Fear of Everything                           | Jack                          |       |
| 2012 | Ice Age: Continental Drift                               | Buck (Voz)                    | Cameo |
| 2013 | The World's End                                          | Gary King                     |       |
| 2013 | Star Trek: en la oscuridad                               | Montgomery Scott              |       |
| 2014 | Hector and the Search for Happiness                      | Héctor                        |       |
| 2014 | Kill Me Three Times                                      | Charlie Wolfe                 |       |
| 2015 | Absolutamente todo                                       | Neil Clarke                   |       |
| 2015 | Misión imposible: Nación secreta                         | Benji Dunn                    |       |
| 2015 | Man Up                                                   | Jack                          |       |
| 2015 | Star Wars: Episodio VII - El despertar de la Fuerza      | Unkar Plutt                   |       |
| 2016 | Ice Age: Collision Course                                | Buck (Voz)                    |       |
| 2016 | Star Trek Beyond                                         | Montgomery Scott              |       |
| 2017 | Star Wars: Episodio VIII - Los últimos Jedi              | Unkar Plutt                   |       |
| 2018 | Ready Player One                                         | Ogden Morrow                  |       |
| 2018 | Terminal                                                 | Bill                          |       |
| 2018 | Mission: Impossible - Fallout                            | Benji Dunn                    |       |
| 2019 | Cristal Oscuro: La era de la resistencia                 | skekSil/The Chamberlain (voz) |       |
| 2020 | Inheritance                                              | Morgan Warner / Carson Thomas |       |
| 2021 | Estados Unidos: La película                              | Rey James (voz)               |       |
| 2022 | The Ice Age Adventures of Buck Wild                      | Buck (voz)                    |       |
| 2022 | Luck                                                     | Bob (voz)                     |       |
| 2023 | Mission: Impossible - Dead Reckoning                     | Benji Dunn                    |       |
| 2025 | Mission: Impossible - The Final Reckoning                | Benji Dunn                    |       |

### Televisión
| Año       | Programa                                                | Papel             | Notas                      |
| --------- | ------------------------------------------------------- | ----------------- | -------------------------- |
| 1999-2001 | Spaced                                                  | Tim Bisley        | Protagonista, 14 capítulos |
| 2004      | Black Books                                             | Evan              | Invitado, 1 capítulo       |
| 2006      | Dr. Who                                                 | El Editor         | Invitado, 1 capítulo       |
| 2013      | Mob City                                                | Hecky Nash        | Invitado, 2 capítulos      |
| 2015      | Phineas y Ferb: La noche de los farmacéuticos vivientes | él mismo          | Voz                        |
| 2019-24   | The Boys                                                | Hugh Campbell Sr. | Recurrente                 |
| 2020      | Truth Seekers                                           | David             | 8 episodios                |